# Polunga
Polunga (ポルンガ, Porunga) est un personnage de fiction créé par Akira Toriyama dans le manga Dragon Ball en 1984.
C'est, de même que Shenron, un dragon sacré.

## Biographie fictive
Alors que Shenron a été créé par le Tout-Puissant après son arrivée sur Terre, Polunga a été créé par le grand maître des Nameks, Saichoroshi. Il est plus puissant que Shenron car il peut accorder trois vœux au lieu d'un seul. Cependant, il ne peut pas ressusciter plusieurs personnes à la fois et doit donc en ressusciter une par vœu ; il est en revanche capable de ressusciter une personne autant de fois que nécessaire, là où Shenron ne peut le faire qu'une seule fois par personne. Plus tard, dans le manga, il devient capable de le faire, à la suite du changement de chef Namek. Contrairement à Shenron, il est impératif de parler à Polunga en langue Namek pour qu'il exauce le souhait formulé. La formule pour le faire apparaître doit elle aussi être formulée en Namek et est : « Takka rapto pop polunga pupilitto paro ».
Il apparaît la première fois lors de la saga Freezer. Une fois les deux premiers souhaits exaucés, Saichoroshi meurt et donc les Dragon Balls ainsi que Polunga disparaissent, empêchant Vegeta d'obtenir la vie éternelle. Après qu'il a été ressuscité grâce à Shenron depuis la Terre, le troisième souhait peut être exaucé. Les trois souhaits formulés sont dans l'ordre :
- Ressusciter Piccolo, mort lors du combat face à Nappa ;
- Téléporter Piccolo sur la planète Namek ;
- Téléporter toutes les personnes de la planète Namek vers la Terre excepté Freezer et Son Goku (celui-ci ayant exigé qu'on le laisse terminer son combat).

Il apparaît une seconde fois lors du combat contre Boo à la demande de Vegeta. Celui-ci formule les deux premiers souhaits laissant libre choix pour le troisième. Le dernier sera également formulé par Vegeta au dernier moment à la hâte. Les trois souhaits sont alors :
- Recréer la Terre détruite par Boo ;
- Ressusciter toutes les personnes mortes depuis le Tenkaichi Budokai sauf les méchantes ;
- Redonner toutes ses forces à Son Goku pour qu'il puisse être capable de lancer son Genki Dama.

Dans Dragon Ball Daima, un Polunga de couleur rouge apparaît avec les Dragon Balls du Royaume des Démons. Glorio fait le vœu de redonner leurs tailles adultes à Goku et toute la Z-Team.

## Description

### À propos du nom
Son nom signifie, en Namek, Dieu des rêves.

### Physique
Mis à part la couleur de son corps et de ses yeux, son apparence physique n'a quasiment aucune similitude avec celle de son homologue de la Terre : il n'a que deux bras énormes, chacun s'achevant sur une vraie main dotée de cinq doigts terminés par des griffes noires. Il a en plus de cela trois paires de cornes : une paire de cornes noires et droites disposées sur chacune de ses épaules, une paire de cornes au sommet de son crâne plus recourbées et enfin une dernière paire au niveau de ses tempes ainsi qu'une sorte de crête dorsale.

## Œuvres où le personnage apparaît

### Manga
- 1984 : Dragon Ball

### Séries
- 1989 : Dragon Ball Z
- 2009 : Dragon Ball Z Kai